# Wilker Ángel
Wilker José Ángel Romero (sinh ngày 18 tháng 3 năm 1993) là một cầu thủ bóng đá người Venezuela thuận chân phải, thi đấu ở vị trí trung vệ cho FC Akhmat Grozny tại Giải bóng đá ngoại hạng Nga.

## Sự nghiệp

### Câu lạc bộ

#### Trujillanos FC
Trước khi 18 tuổi, Angel giành chức vô địch Primera División cùng với Trujillanos FC mùa giải 2010-11,

#### Deportivo Táchira
Angel chuyển đến Deportivo Táchira năm 2011 và ghi bàn thắng đầu tiên vào lưới Caroni trong trận đấu mà họ thua 2-1 vào ngày 5 tháng 3 năm 2011, bàn thắng thứ hai đến vào 11 ngày sau đó vào lưới Estudiantes de Mérida và trận đấu kết thúc với chiến thắng 3-1, bàn thắng thứ ba là vào lưới Zulia FC vào ngày 20 tháng 5 năm 2012, his team won 5-0.

#### Terek Grozny
Ngày 1 tháng 8 năm 2016, Ángel ký hợp đồng cho câu lạc bộ tại Giải bóng đá ngoại hạng Nga Terek Grozny.

### Quốc tế
Ángel được triệu tập vào đội hình Venezuela tham dự vòng loại Giải vô địch bóng đá thế giới 2014, nhưng không được ra sân. Ngày 18 tháng 11 năm 2014, anh có màn ra mắt trong trận giao hữu với Bolivia, ghi bàn thắng mở tỷ số. Tuy nhiên, mặc dù vậy, Venezuela vẫn thất bại 2–3.

## Thống kê sự nghiệp

### Câu lạc bộ
Tính đến trận đấu diễn ra ngày 16 tháng 5 năm 2021
| Câu lạc bộ                 | Mùa giải            | Giải vô địch                | Giải vô địch | Giải vô địch | Cúp Quốc gia | Cúp Quốc gia | Châu lục | Châu lục  | Khác    | Khác      | Tổng cộng | Tổng cộng |
| Câu lạc bộ                 | Mùa giải            | Hạng đấu                    | Số trận      | Bàn thắng    | Số trận      | Bàn thắng    | Số trận  | Bàn thắng | Số trận | Bàn thắng | Số trận   | Bàn thắng |
| -------------------------- | ------------------- | --------------------------- | ------------ | ------------ | ------------ | ------------ | -------- | --------- | ------- | --------- | --------- | --------- |
| Deportivo Táchira          | 2010-11             | Liga Venezolana             | 8            | 2            | 1            | 0            | 1        | 0         | –       | –         | 10        | 2         |
| Deportivo Táchira          | 2011-12             | Liga Venezolana             | 22           | 2            | 6            | 0            | 6        | 0         | –       | –         | 34        | 2         |
| Deportivo Táchira          | 2012-13             | Liga Venezolana             | 23           | 2            |              |              | 1        | 0         | –       | –         | 24        | 2         |
| Deportivo Táchira          | 2013-14             | Liga Venezolana             | 32           | 6            |              |              | –        | –         | –       | –         | 32        | 6         |
| Deportivo Táchira          | 2014-15             | Liga Venezolana             | 35           | 4            |              |              | –        | –         | –       | –         | 35        | 4         |
| Deportivo Táchira          | 2015                | Liga Venezolana             | 14           | 0            | 2            | 1            | 7        | 0         | –       | –         | 23        | 1         |
| Deportivo Táchira          | 2016                | Liga Venezolana             | 14           | 2            | 0            | 0            | 8        | 1         | –       | –         | 22        | 3         |
| Deportivo Táchira          | Tổng cộng           | Tổng cộng                   | 148          | 18           | 9            | 1            | 23       | 1         | 0       | 0         | 180       | 20        |
| Terek Grozny/Akhmat Grozny | 2016–17             | Giải bóng đá ngoại hạng Nga | 26           | 1            | 2            | 0            | –        | –         | –       | –         | 28        | 1         |
| Terek Grozny/Akhmat Grozny | 2017–18             | Giải bóng đá ngoại hạng Nga | 26           | 3            | 1            | 0            | –        | –         | –       | –         | 27        | 3         |
| Terek Grozny/Akhmat Grozny | 2018–19             | Giải bóng đá ngoại hạng Nga | 18           | 1            | 1            | 0            | –        | –         | –       | –         | 19        | 1         |
| Terek Grozny/Akhmat Grozny | 2019–20             | Giải bóng đá ngoại hạng Nga | 19           | 1            | 3            | 1            | –        | –         | –       | –         | 22        | 2         |
| Terek Grozny/Akhmat Grozny | 2020–21             | Giải bóng đá ngoại hạng Nga | 16           | 1            | 5            | 0            | –        | –         | –       | –         | 21        | 1         |
| Terek Grozny/Akhmat Grozny | Tổng cộng           | Tổng cộng                   | 105          | 7            | 12           | 1            | -        | -         | -       | -         | 117       | 8         |
| Tổng cộng sự nghiệp        | Tổng cộng sự nghiệp | Tổng cộng sự nghiệp         | 253          | 25           | 21           | 2            | 23       | 1         | 0       | 0         | 297       | 28        |

### Quốc tế
| Đội tuyển quốc gia Venezuela | Đội tuyển quốc gia Venezuela | Đội tuyển quốc gia Venezuela |
| Năm                          | Số trận                      | Bàn thắng                    |
| ---------------------------- | ---------------------------- | ---------------------------- |
| 2014                         | 1                            | 1                            |
| 2015                         | 1                            | 0                            |
| 2016                         | 11                           | 1                            |
| 2017                         | 2                            | 0                            |
| 2018                         | 7                            | 0                            |
| 2019                         | 1                            | 0                            |
| 2020                         | 5                            | 0                            |
| 2023                         | 7                            | 0                            |
| 2024                         | 1                            | 0                            |
| Tổng cộng                    | 36                           | 2                            |

Thống kê chính xác tính đến trận đấu diễn ra ngày 24 tháng 3 năm 2024

### Bàn thắng quốc tế
Tính đến trận đấu diễn ra ngày 2 tháng 2 năm 2016
| #  | Ngày                 | Địa điểm                                       | Đối thủ    | Tỉ số | Kết quả | Giải đấu |
| -- | -------------------- | ---------------------------------------------- | ---------- | ----- | ------- | -------- |
| 1. | 18 tháng 11 năm 2015 | Sân vận động Hernando Siles, La Paz, Bolivia   | Bolivia    | 1–0   | 2–3     | Giao hữu |
| 2. | 2 tháng 2 năm 2016   | Sân vận động Agustín Tovar, Barinas, Venezuela | Costa Rica | 1–0   | 1–0     | Giao hữu |